# Seußlitzer Elbhügelland und Golk
Seußlitzer Elbhügelland und Golk este o arie protejată (arie de protecție specială avifaunistică — SPA) din Germania întinsă pe o suprafață de 861 ha, integral pe uscat.

## Localizare
Centrul sitului Seußlitzer Elbhügelland und Golk este situat la coordonatele 51°13′18″N 13°27′03″E / 51.2217°N 13.4508°E.

## Înființare
Situl Seußlitzer Elbhügelland und Golk a fost declarat arie de protecție specială avifaunistică în noiembrie 2006 pentru a proteja 25 de specii de animale.

## Biodiversitate
Situată în ecoregiunea continentală, aria protejată nu include niciun habitat protejat.
La baza desemnării sitului se află mai multe specii protejate de  păsări (25): pescăruș albastru (Alcedo atthis), Anas platyrhynchos platyrhynchos, fâsă-de-câmp (Anthus campestris), Ardea cinerea cinerea, barză albă (Ciconia ciconia ciconia), barză neagră (Ciconia nigra), erete de stuf (Circus aeruginosus), lebădă de vară (Cygnus olor), ciocănitoare neagră (Dryocopus martius), egretă albă (Egretta alba), presură sură (Emberiza calandra), presură de grădină (Emberiza hortulana), șoimul rândunelelor (Falco subbuteo), codalb (Haliaeetus albicilla), capîntortură (Jynx torquilla), sfrâncioc roșiatic (Lanius collurio), ciocârlie de pădure (Lullula arborea), gaia neagră (Milvus migrans), gaia roșie (Milvus milvus), pietrar sur (Oenanthe oenanthe), viespar (Pernis apivorus), ciocănitoare verzuie (Picus canus), mărăcinar (Saxicola rubetra), silvie porumbacă (Sylvia nisoria), nagâț (Vanellus vanellus).